# 前423年
| 千纪： | 前1千纪 |
| 世纪： | 前6世纪 \| 前5世纪 \| 前4世纪 |
| 年代： | 前450年代 \| 前440年代 \| 前430年代 \| 前420年代 \| 前410年代 \| 前400年代 \| 前390年代                                                                                         |
| 年份： | 前428年 \| 前427年 \| 前426年 \| 前425年 \| 前424年 \| 前423年 \| 前422年 \| 前421年 \| 前420年 \| 前419年 \| 前418年                                                           |
| 纪年： | 周威烈王三年 魯元公十四年 齊宣公三十三年 晉幽公十一年 趙獻子元年 魏文侯二年 韓武子二年 秦靈公二年 楚簡王九年 宋昭公四十六年 衛懷公三年 鄭幽公元年 燕閔公十六年 越王朱勾二十五年 |

## 大事記
- 韩武子（啟章）伐郑，杀郑幽公（已）。郑人立幽公弟郑繻公（駘）。
- 趙獻子将赵氏的都城从晋阳迁到中牟。

## 逝世
- 塞基狄亞努斯，波斯國王，為大流士二世所弒。
- 鄭幽公，鄭國第二十三任君主（前424年—前423年在位）。